# Onnion
Onnion es una comuna y localidad francesa situada en la región Ródano-Alpes, en el departamento de Alta Saboya, en el distrito de Bonneville.

## Geografía
La comuna está situada en el valle del Risse, a 5 km al norte de Saint-Jeoire.

## Demografía
| 268 | 344 | 340 | 423 | 642 | 786 |
| Para los censos de 1962 a 1999 la población legal corresponde a la población sin duplicidades (Fuente: INSEE [Consultar]) |     |     |     |     |     |

## Lista de alcaldes
- 1995-2008: Paul Jacquard
- 2008-actualidad: Fernand Bosson

## Lugares de interés
- Estación de esquí de Les Brasses, situada en los términos municipales de Onnion, Bogève, Viuz-en-Sallaz y Saint-Jeoire.